# Adam Gottlob Moltke
Pour les autres membres de la famille, voir Moltke.
Adam Gottlob Moltke, né le 10 novembre 1710 à Walkendorf (dans le duché de Mecklembourg-Schwerin) et mort le 25 septembre 1792 à Bregentved (en) dans la municipalité de Faxe, est un courtisan, un homme d'État et diplomate danois, comte et favori de Frédéric V de Danemark.

## Distinctions
- Chevalier de l'ordre de Dannebrog
- Chevalier de l'ordre de l'Éléphant